# Charles-Louis Testu de Balincourt
Pour les autres membres de la famille, voir Famille Testu de Balincourt.
Charles-Louis Testu, marquis de Balincourt, baron de Sénaret et de Saint-Vidal, né le 30 mars 1729 à Nesles-la-Vallée (Val-d'Oise) et mort le 29 octobre 1794 à Champigny (Yonne), est un général français.

## Biographie
Fils du général François Testu de Balincourt et de Rosalie Cœuret de Nesle, et neveu du maréchal Claude-Guillaume Testu de Balincourt, il entre dans la 1re compagnie des mousquetaires du Roi en 1744 et sert comme aide de camp de son père à la bataille de Raucoux et à celle de Lauffeld en 1747 et 1748, puis comme cornette avec rang de capitaine au régiment de Berry cavalerie en 1748.
Il passe successivement colonel au régiment des Grenadiers de France en 1749, mestre de camp au régiment de Balincourt-cavalerie, puis brigadier des armées royales en 1762.
Maréchal de camp en 1770, il est nommé gouverneur de Port-Louis.

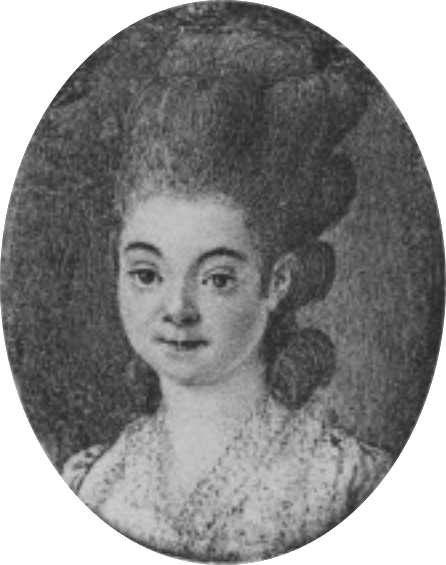
Portrait d'Anne Alexandrine de Bernard de Champigny, comtesse de Balincourt.

Il épouse Anne Claudine de Rochefort d'Ailly, puis Anne Alexandrine de Bernard de Champigny-Montgon.
Il hérita le marquisat de Balincourt (à Arronville, Val d'Oise) de son parent, le maréchal de Balincourt (mort en 1770 sans enfants).

## Sources
- François-Alexandre Aubert de La Chenaye-Desbois et Badier, Dictionnaire (généalogique, héraldique, chronologique et historique) de la Noblesse, 1757 ; 3è édition, tome 18 (1873), col. 881-882